# 日本の小学校一覧
| 総数                            | 18,822校   |
| 国立                            | 67校       |
| 公立                            | 18,506校   |
| 私立                            | 249校      |
| 文部科学省所在地                | 〒100-8959 |
| 東京都千代田区霞が関3丁目2番2号 |            |
| 公式サイト                      | 文部科学省 |

日本の小学校一覧（にほんのしょうがっこう いちらん）は、日本の小学校における学校記事一覧。

## 地域別の一覧

### 北海道地方
- 北海道小学校一覧

### 東北地方
- 青森県小学校一覧
- 岩手県小学校一覧
- 秋田県小学校一覧
- 宮城県小学校一覧
- 山形県小学校一覧
- 福島県小学校一覧

### 関東地方
- 茨城県小学校一覧
- 栃木県小学校一覧
- 群馬県小学校一覧
- 埼玉県小学校一覧
- 千葉県小学校一覧
- 東京都小学校一覧
- 神奈川県小学校一覧

### 中部地方
- 新潟県小学校一覧
- 富山県小学校一覧
- 石川県小学校一覧
- 福井県小学校一覧
- 山梨県小学校一覧
- 長野県小学校一覧
- 岐阜県小学校一覧
- 静岡県小学校一覧
- 愛知県小学校一覧

### 近畿地方
- 三重県小学校一覧
- 滋賀県小学校一覧
- 京都府小学校一覧
- 大阪府小学校一覧
- 兵庫県小学校一覧
- 奈良県小学校一覧
- 和歌山県小学校一覧

### 中国地方
- 鳥取県小学校一覧
- 島根県小学校一覧
- 岡山県小学校一覧
- 広島県小学校一覧
- 山口県小学校一覧

### 四国地方
- 徳島県小学校一覧
- 香川県小学校一覧
- 愛媛県小学校一覧
- 高知県小学校一覧

### 九州地方
- 福岡県小学校一覧
- 佐賀県小学校一覧
- 長崎県小学校一覧
- 熊本県小学校一覧
- 大分県小学校一覧
- 宮崎県小学校一覧
- 鹿児島県小学校一覧

### 沖縄地方
- 沖縄県小学校一覧